# 巴戴桑
巴戴桑（154年7月11日—222年），是一位講敘利亞語的亞述人或帕提亞人，具有諾斯底主義背景的基督教作家和教師，是巴戴桑派的創始人。作為科學家、學者、占星家、哲學家、讚美詩作者和詩人，巴戴桑還因其對印度的了解而聞名，他為此寫了一本書，現已失傳。根據早期基督教歷史學家優西比烏的說法，巴戴桑曾一度是諾斯底教派華倫提努的追隨者，但後來反對華倫提努主義，也寫過反對馬吉安主義的文章。